# Marcin Laskowski
Marcin Laskowski herbu Półkozic – wojski oświęcimski w latach 1621–1630, instygator koronny w 1616 roku.

## Życiorys
Jako poseł księstw oświęcimskiego i zatorskiego na sejm nadzwyczajny 1629 roku wyznaczony deputatem na Trybunał Skarbowy Koronny.